# Jintasaurus
Jintasaurus („ještěr z oblasti Zlatého chrámu“) byl rod býložravého dinosaura, ornitopod z infrařádu Iguanodontia.

## Popis
Jintasaurus žil v období spodní křídy (věk alb, asi před 112 až 100 miliony let) na území dnešní severozápadní Číny (provincie Kan-su, geologické souvrství Sia-kou). Tento dinosaurus byl popsán koncem roku 2009 a potvrzuje, že hadrosauridi se zřejmě vyvinuli ve východní Asii. Dosahoval zřejmě délky kolem 5,5 metru, jednalo se tedy o středně velký rod ornitopodního dinosaura.

## Zařazení
Příbuzným druhem tohoto čínského ornitopoda byl například druh Yunganglong datongensis, jehož fosilie byly objeveny na území provincie Šan-si.